# Vera Cruz, Rio Grande do Sul
Vera Cruz este un oraș și o municipalitate din statul Rio Grande do Sul din Brazilia. Fondată în 30 ianuarie 1959 are o populației de 23.004 (conform datelor din 2006).